# Monts des Ksour
Les monts des Ksour (arabe : جبال القصور) sont une chaîne montagneuse de l'Ouest de l'Algérie qui s'étend jusqu'à la province de Figuig au Maroc, constituant une partie de l'Atlas saharien.

## Toponymie
Le nom de monts des Ksour vient de la présence de villages fortifiés (ksour, pluriel de ksar), généralement implantés sur des sommets de collines.

## Géographie
Les monts des Ksour sont un massif montagneux de l'Algérie faisant partie de l’Atlas saharien dont ils constituent la partie occidentale extrême, entre le djebel Amour à l’est et la plaine du Tamlelt à l'ouest, jusqu'à la province de Figuig au Maroc, à la frontière algéro-marocaine. Le massif culmine 2 336 m au djebel Aïssa.
La chaîne présente une topographie accidentée faite de longs alignements sud-ouest/nord-est. La présence de sources a permis l’existence de vergers et d’une population villageoise sédentaire. La pluviométrie ne dépasse pas 300 mm par an. Toutefois, il neige en moyenne 10 à 15 jours par an.
Les monts des Ksour abritent le parc national de Djebel Aissa. La ville principale est Aïn Sefra.

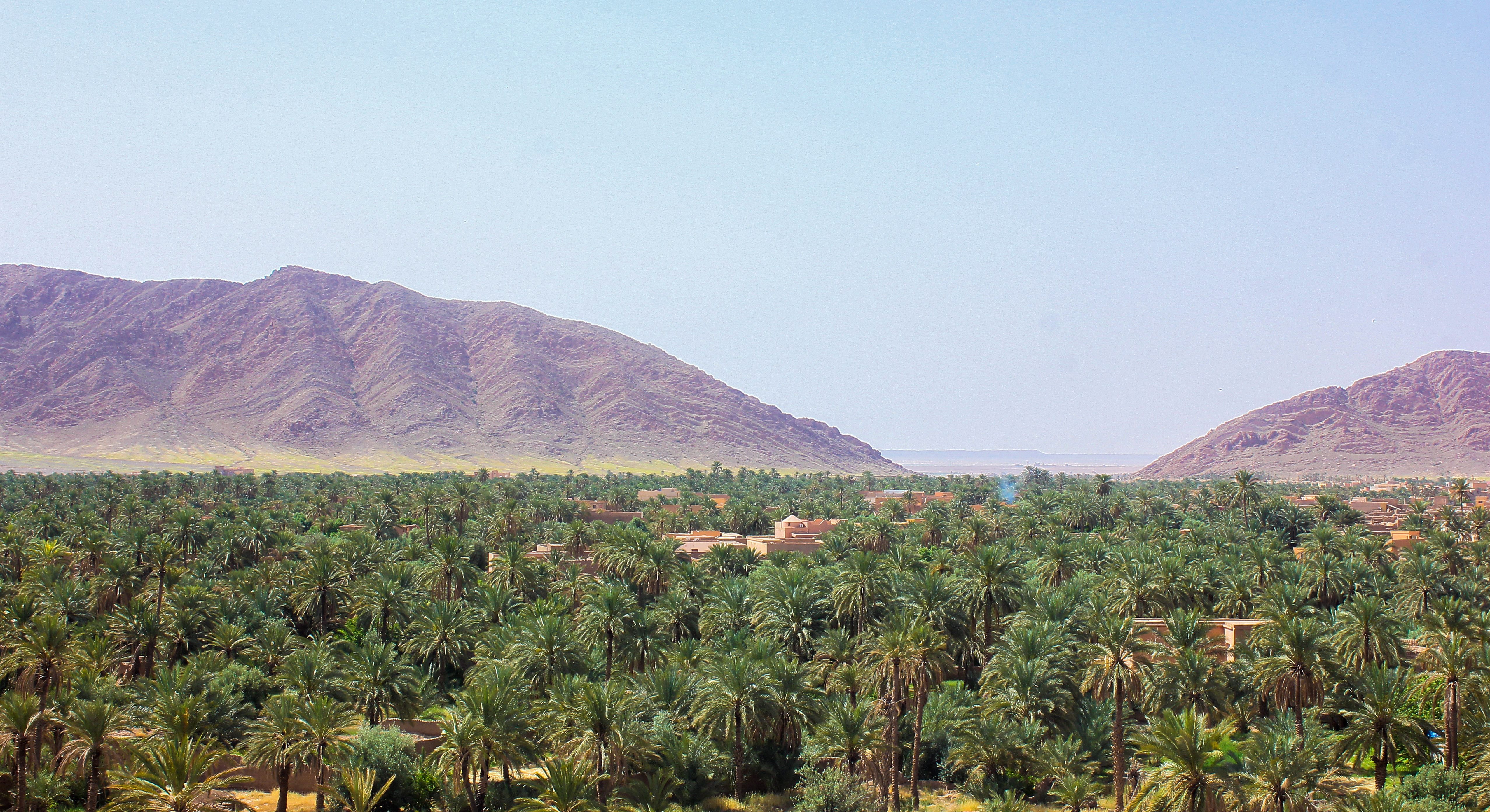
Vue des monts des Ksour depuis l'oasis de Figuig au Maroc.
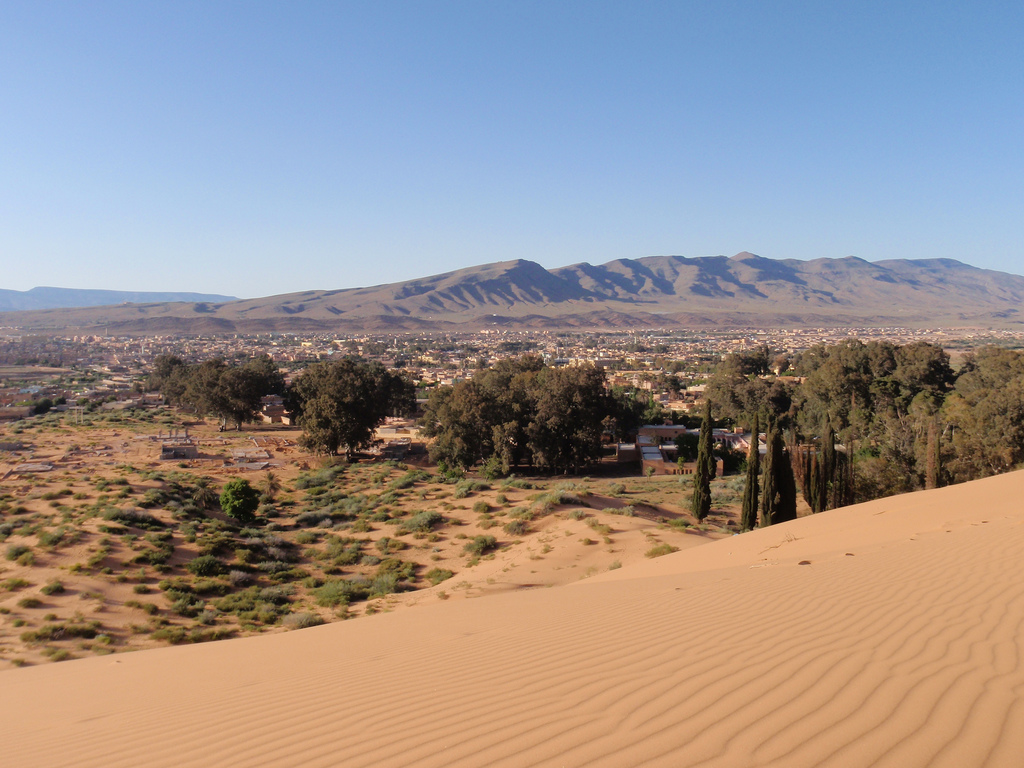
Vue des monts des Ksour à proximité de la ville d'Aïn Sefra.
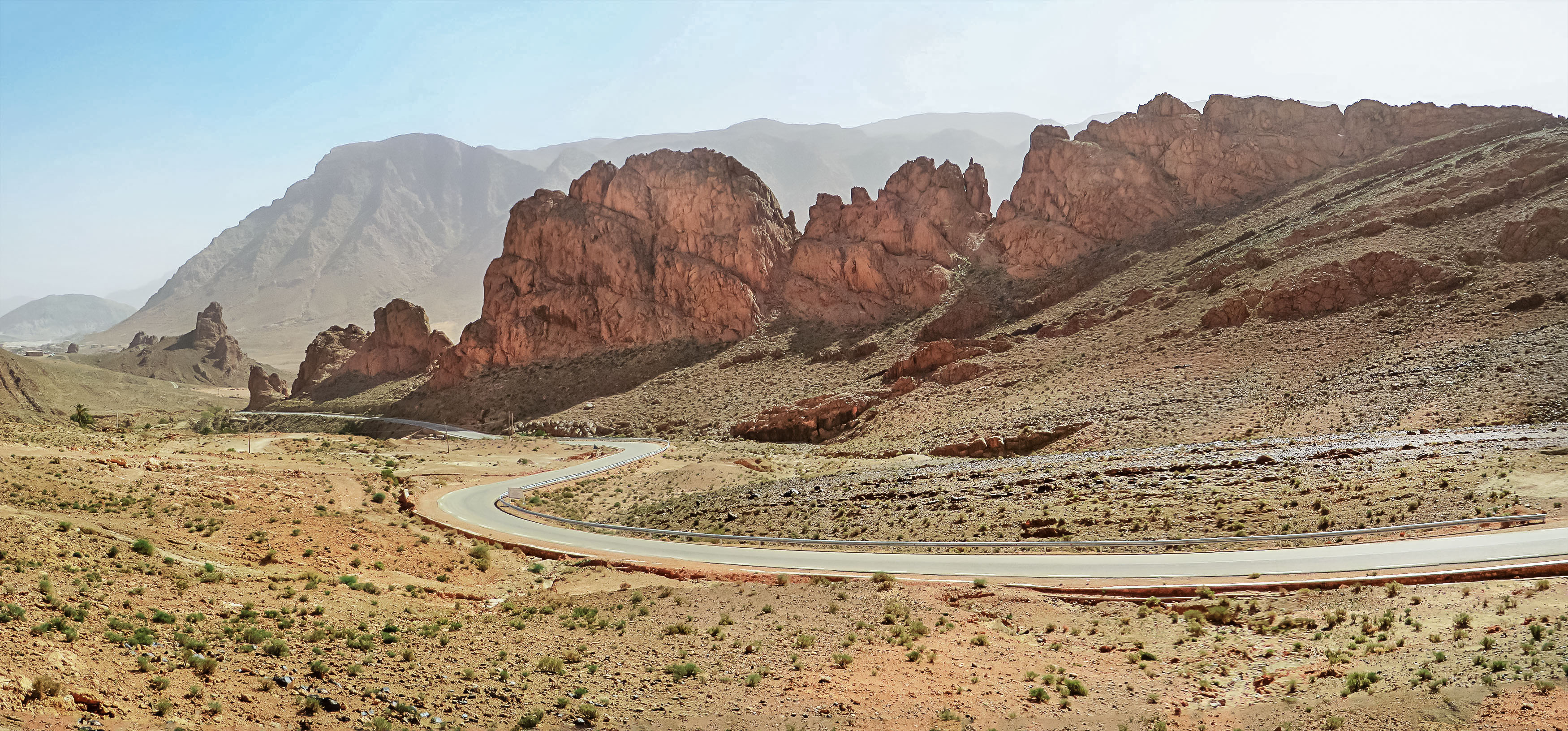
Vue des monts des Ksour vers la station thermale d'Ain Ouarka.
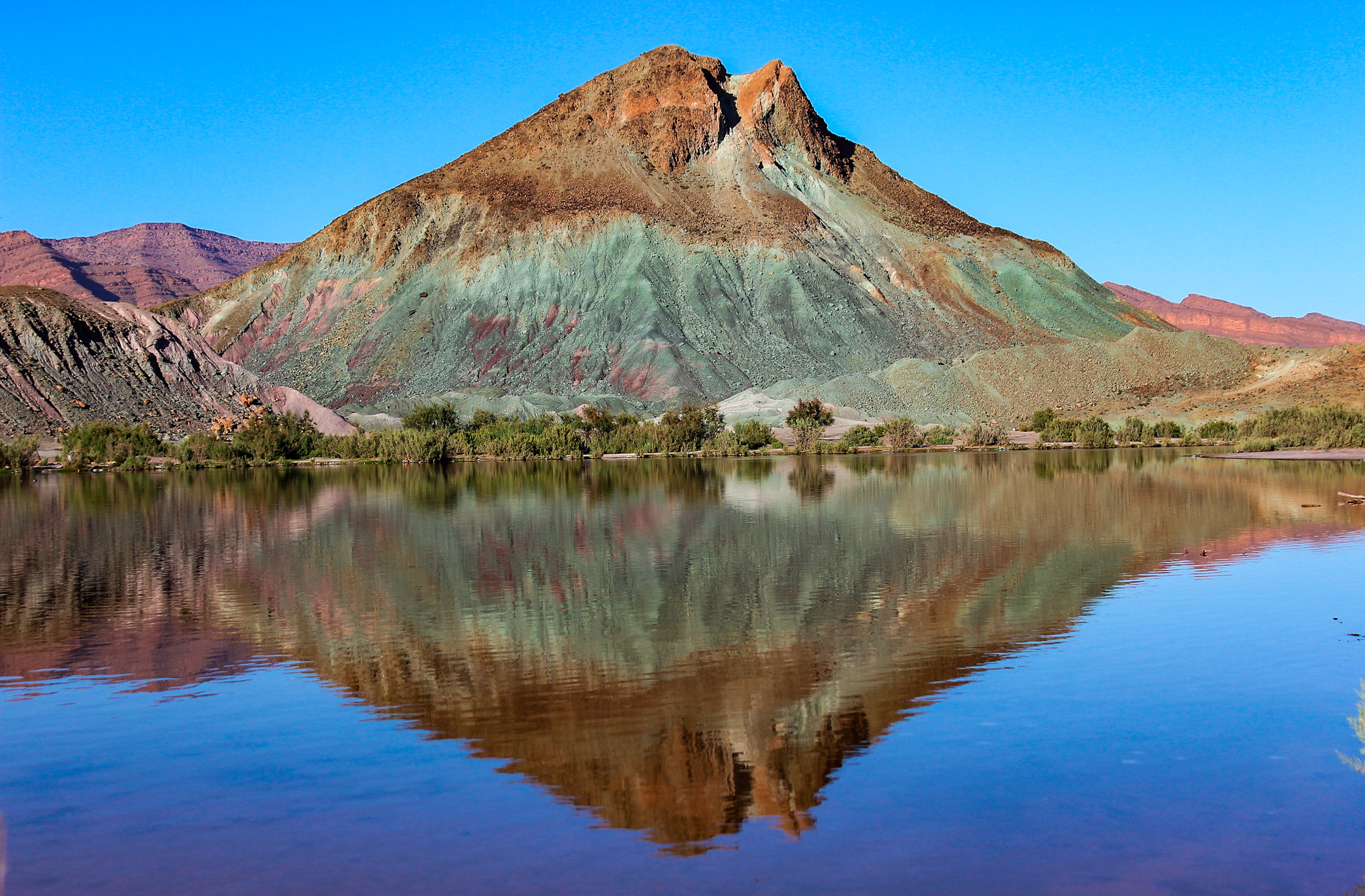
Parc national de Djebel Aissa.

## Populations

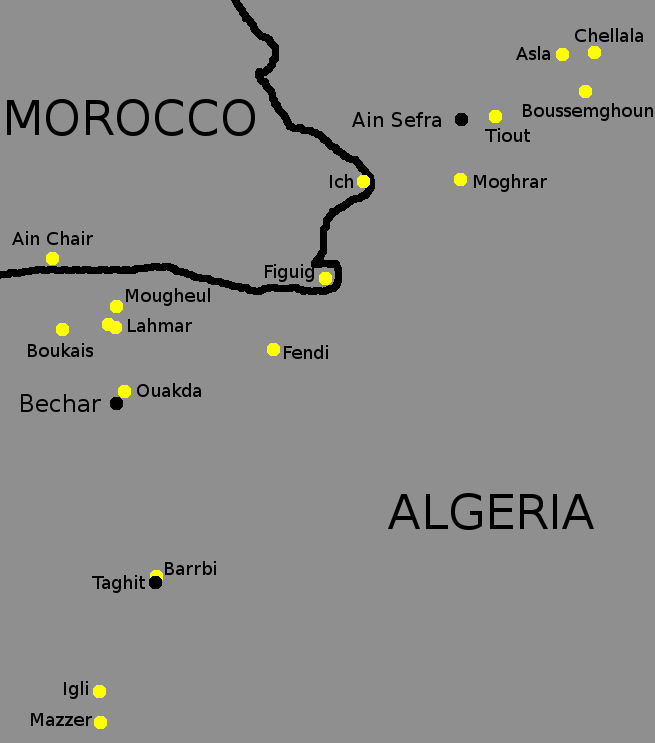
Localisation des ksour de l'Ouest algérien.

À la fin de la période coloniale, les monts étaient habités par des villageois sédentaires, des jardiniers qui vivent de cultures irriguées et ils sont parcourus par des tribus nomades ou semi-nomades.
Les premiers habitent des villages traditionnels parfois fortifiés, appelés ksours. Plusieurs d'entre eux, très anciens, ont conservé leurs parlers berbères, tandis que d'autres passent pour avoir été fondés il y a quelques siècles par des groupes d'origine diverse quelquefois même tellienne. Au XVIIe siècle, les diverses populations nomades se groupent autour des descendants d'un saint homme qui apparaît comme l'ancêtre ou le patron des Ouled Sidi Cheikh.
Après l'indépendance, la région connait la sédentarisation des nomades, qui a commencé par la politique de regroupement appliquée par les autorités militaires françaises, durant la guerre de libération nationale.

## Patrimoine

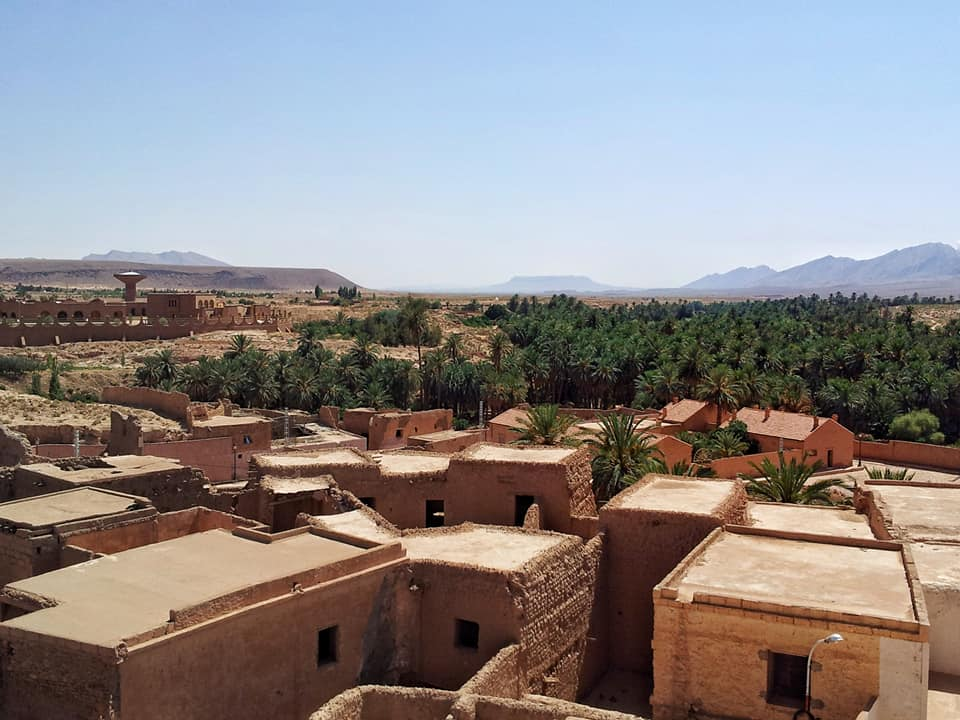
Ksar de Boussemghoun.

Les monts des Ksour abritent une quarantaine de ksour, villages tassés de couleur ocre. Les ksour sont généralement implantés sur des sites bien protégés et situés à proximité des sources importantes, leurs jardins s'étalent le long des oueds. Le noyau original était composé par une forteresse, un fossé tout autour du ksar et d'une entrée unique principale.
Cet espace dont la capitale est Aïn Sefra s’étend de la frontière algéro-marocaine, jusqu'aux abords du djebel Amour, parmi les ksour de la région : Sfissifa, Tiout, Moghrar, Asla, Chellala-Dahrania, Chellala-Gueblia, Boussemghoun, Arba-Fougani et Arba-Tahtani.

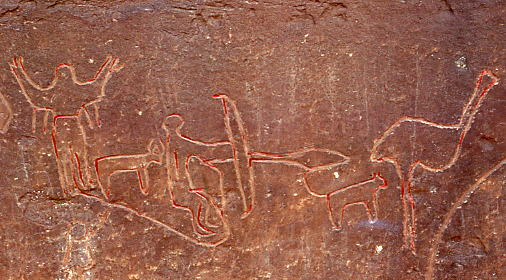
Gravure de la station de Tiout.

La chaîne est également connue pour ses stations rupestres, c’est un des hauts lieux de l’art préhistorique. Des gravures sont faites sur des parois de grès par piquetage et polissage et remontent au Paléolithique, les spécialistes distinguent plusieurs styles qui remontent à différentes époques.
La station la plus importante est celle de Tiout, ces gravures sont les premières au monde à avoir été signalées comme des œuvres préhistoriques (1847). Sur une vaste paroi relativement lisse se pressent en grand nombre des bovins, de grande taille et des lions ; entre ces grandes figures se sont glissés des sujets de petite taille. Au voisinage, une autre station, Tiout sud, découverte plus récemment, représente des équidés sauvages. Parmi les autres stations importantes, celles de Moghrar-Tahtani et de l’oued Dermel.